# Simulium nobile
Simulium nobile är en tvåvingeart som beskrevs av Meijere 1907. Simulium nobile ingår i släktet Simulium och familjen knott. Inga underarter finns listade i Catalogue of Life.